# 津島康一
津島 康一（つしま こういち、1931年5月6日 - 2004年3月21日）は、日本の俳優。政治家・津島文治の長男。作家・太宰治の甥。
青森県出身。青森県立弘前高等学校卒業。
俳優座養成所を経て、1955年、劇団仲間に参加。「森は生きている」などの舞台で活躍した他、1967年にはNHK大河ドラマ「三姉妹」に出演。1986年、NHK大河ドラマ「いのち」に出演。
山口市民会館での劇団仲間公演中に舞台上で脳出血を起こして倒れ、山口市内の病院で死亡。子供はない。